# Бродівська вулиця (Київ)
Бро́дівська ву́лиця — вулиця в Голосіївському району міста Києва, місцевості Пирогів, Віта-Литовська. Пролягає від вулиці Академіка Заболотного до вулиці Георгія Горюшка. На початковій ділянці вулиця переривається залізничною колією та Дніпровським шосе.
Прилучаються 2-й Бродівський провулок, Дніпровське шосе, вулиці Лазурна, Залужна, Бродівський провулок, Португальська, Любомирська, Залужний провулок, вулиці Риболовецька, Костянтина Хохлова, Михайла Романова, Юрія Лаврова та Ольги Юровської.

## Історія
Вулиця виникла в першій третині XX століття. Сучасна назва — з 1957 року. Назва не пов'язана з містом Броди на Львівщині, а походить від однойменної назви кутка Віти-Литовської, яким пролягає вулиця.